# Anders Matthiesen Hjørring
Anders Matthiesen Hjørring, (født 7. september 1609 i Hjørring, død 23. december 1678), student 1634 fra Københavns Skole (Andreas Martini(!) Høuringius) og kaldtes 2. oktober 1637 til præst ved Vartov Hospitalskirke. Gift først med Sidsel Jonsdatter (død ca. 1652), dernæst med Sidsel Pedersdatter, der endnu levede 1694.